# Horacjusze

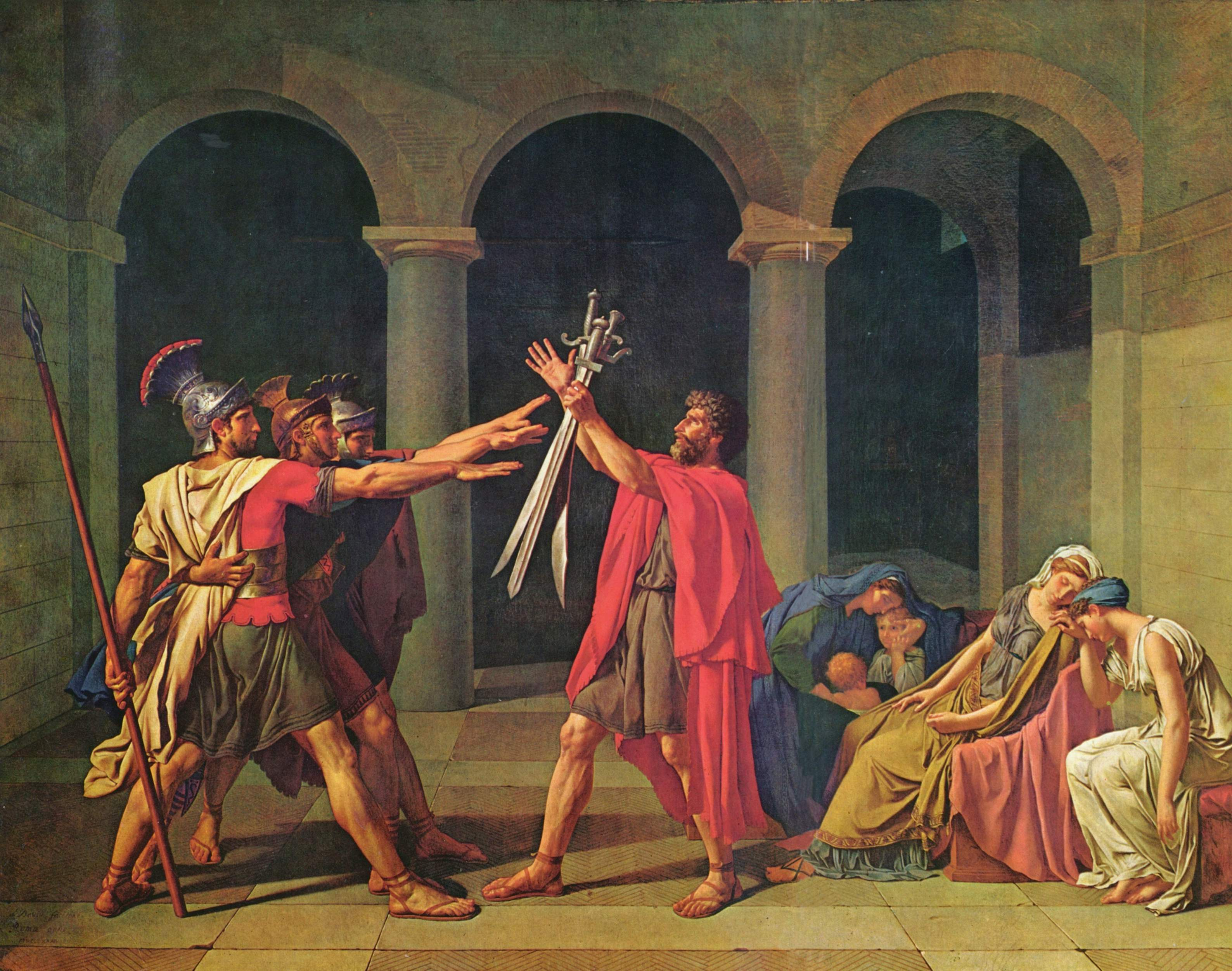
Jacques-Louis David, Przysięga Horacjuszy, 1784

Horacjusze (łac. Horatii) – według tradycji rzymskiej (Liwiusz) trzej bracia z rodu patrycjuszowskiego, którzy za panowania Tullusa Hostiliusza (VII w. p.n.e.) w walce z trzema braćmi Kuriacjuszami rozstrzygnęli wojnę między Rzymem a miastem Alba Longa. W pojedynku ponieśli śmierć wszyscy Kuriacjusze i dwaj Horacjusze. Zwycięski Publiusz Horacjusz po powrocie do Rzymu zabił siostrę, rozpaczającą po śmierci swego narzeczonego, jednego z Kuriacjuszy mówiąc: "niech tak zginie każda Rzymianka, która ośmieli się rozpaczać z powodu śmierci wroga". Powołany przed sąd ludowy, został uniewinniony.
Historia Horacjuszy jest tematem tragedii P. Corneille'a Horacjusze (1640, polskie wydanie fragmentów 1802). W 1784 roku malarz francuski Jacques-Louis David namalował obraz Przysięga Horacjuszy.